# Турска на Европском првенству у атлетици у дворани 1975.
Турска је после 3 пропуштена првенство учествовала на 6. Европском првенству у дворани 1975 одржаном  8. и 9. марта у Спортско-забавној дворани Сподек у Катовицама, (Пољска).
На првенству у Катовицама Турску је представљало 4 атлетичарка: 3 мушкарца и први пут и једна жена.
На овом првенству Турска није освојила ниједну медаљу, а нема је ни у табели успешности према броју и пласману такмичара који су учествовали у финалним такмичењима (првих 8 такмичара).   Од 24 земље учеснице њих 6 нису имале ниједног учесника у финалу: Аустрија, Данска, Луксембург Норвешка Турска и Шпанија.

## Учесници
| Бр. | Дисциплина   | Мушкарци       | Жене       | Укупно |
| --- | ------------ | -------------- | ---------- | ------ |
| 1.  | 60 м         | Темел Ербек    |            | 1      |
| 2.  | 1.560 м      |                | Неше Шетин | 1      |
| 3.  | 60 м препоне | Нурулах Кандан |            | 1      |
| 4.  | Скок увис    | Екрем Оздамар  |            | 1      |
|     | Укупно (4)   | 3              | 1          | 4      |

## Освајачи медаља
На овом првенству Турска није освојила ниједну медаљу.

## Резултати

### Мушкарци
| Атлетичар         | Дисциплина   | Лични рекорд | Квалификације | Квалификације | Полуфинале           | Полуфинале           | Финале               | Финале   | Детаљи |
| Атлетичар         | Дисциплина   | Лични рекорд | Резултат      | Место         | Резултат             | Место                | Резултат             | Место    | Детаљи |
| ----------------- | ------------ | ------------ | ------------- | ------------- | -------------------- | -------------------- | -------------------- | -------- | ------ |
| Темел Ербек \|    | 60 м         |              | 7,10          | 5, у гр. 2    | Није се квалификовао | Није се квалификовао | Није се квалификовао | 21. / 21 |        |
| Нурулах Кандан \| | 60 м препоне |              | 8,70          | 5, у гр. 4    | Није се квалификовао | Није се квалификовао | Није се квалификовао | 23. / 23 |        |
| Густаво Маркета   | скок увис    |              |               |               |                      |                      | 2,05                 | 18. / 18 |        |

### Жене
| Атлетичар  | Дисциплина | Лични рекорд | Квалификације | Квалификације | Полуфинале | Полуфинале | Финале                 | Финале   | Детаљи |
| Атлетичар  | Дисциплина | Лични рекорд | Резултат      | Место         | Резултат   | Место      | Резултат               | Место    | Детаљи |
| ---------- | ---------- | ------------ | ------------- | ------------- | ---------- | ---------- | ---------------------- | -------- | ------ |
| Неше Шетин | 1.500 м    |              | 4:46,8        | 7. у гр. 2    |            |            | Није се квалификоваала | 14. / 14 |        |

## Биланс медаља Турске после 6. Европског првенства у дворани 1970—1975.
|      | Земља       |                  |                  |                  |                  |   |
| 1—2  | 1970—1971.  | 0                | 0                | 0                | 0                | 0 |
| 3−5. | 1972.—1974. | Није учествовала | Није учествовала | Није учествовала | Није учествовала |   |
| 6.   | 1975        | 0                | 0                | 0                | 0                | 0 |
| 1—6  | Укупно      | 0                | 0                | 0                | 0                |   |
| ---- | ----------- | ---------------- | ---------------- | ---------------- | ---------------- | - |

|                                        | Атлетичар                              | Земља                                  |                                        |                                        |                                        |                                        |   |   |   |   |
| Није било вишеструких освајача медаља. | Није било вишеструких освајача медаља. | Није било вишеструких освајача медаља. | Није било вишеструких освајача медаља. | Није било вишеструких освајача медаља. | Није било вишеструких освајача медаља. | Није било вишеструких освајача медаља. | 0 | 0 | 0 | 0 |
| -------------------------------------- | -------------------------------------- | -------------------------------------- | -------------------------------------- | -------------------------------------- | -------------------------------------- | -------------------------------------- | - | - | - | - |